# Pedro Cantero Cuadrado
Pedro Cantero Cuadrado (Carrión de los Condes, Palencia, 3 de febrero de 1902 - Madrid, 19 de diciembre de 1978) fue un sacerdote católico español, obispo de Barbastro y de Huelva y arzobispo de Zaragoza, sucesivamente.
Desarrolló una destacada carrera política durante la dictadura franquista. Llegó a ser nombrado, por designación directa del jefe del Estado, procurador en Cortes, consejero del Reino y miembro del Consejo de Regencia.

## Biografía

### Formación
Estudió humanidades en el seminario de San Zoilo, de los jesuitas, en su localidad natal y se doctoró en Filosofía y Teología en la Universidad de Comillas y posteriormente en Derecho por la Universidad de Madrid.

### Sacerdocio
Fue ordenado sacerdote en 1926.
Durante la Guerra civil española se significó en el bando sublevado como capellán castrense del arma de Caballería. El 19 de julio de 1936, nada más estallar la guerra, se alistó voluntario al frente. Durante los ocho primeros meses ejerció de capellán de Falange Palentina. A partir del 9 de abril de 1937 ascendió a alférez hasta que terminase el conflicto. Recibió las siguientes recompensas por sus servicios durante la contienda: Cruz de Guerra, Cruz Roja, Medalla de la Campaña.
Conoció a Josemaría Escrivá en 1930, y desde ese encuentro surgió una sincera amistad, que se prolongó en el tiempo. Acompañó a Escrivá en las catequesis por los suburbios más pobres de Madrid durante los años treinta. Volvieron a coincidir en Burgos (1938), y mantuvieron un contacto epistolar frecuente y constante.
Tras la guerra participó en Auxilio Social, órgano vinculado a la Falange. En concreto, en 1939 fue nombrado asesor de Cuestiones Morales y Religiosas de esta organización, siguiendo en este cargo las pautas ideológicas falangistas de su predecesor, Andrés María Mateo. Desde su puesto, Cantero fue el principal artífice de la recatolización forzada de quienes acudían solicitando asistencia: los adultos eran obligados a pasar por matrimonio canónico, mientras que los niños eran bautizados sin el consentimiento de sus padres.

## Episcopado

### Obispo (1952-1964)
Eclesiásticamente, empezó una prometedora carrera como obispo de Barbastro en 1952, siendo en 1953 promovido a la más importante y recién creada sede episcopal de Huelva. En ese mismo año y siendo obispo de la sede onubense publica la obra que quizás refleja mejor su pensamiento, En defensa de la unidad católica de España, donde Cantero se presenta como un firme detractor de la libertad religiosa.En esta etapa fue designado miembro de la Comisión Episcopal de Enseñanza Religiosa y Catequesis, desde la cual organizó y presidió el Secretariado Nacional de Formación Profesional de la Iglesia, creado para mejorar la atención educativa al mundo obrero.

### Arzobispo de Zaragoza (1964-1977)
En 1964 fue nombrado arzobispo de Zaragoza. Desde su llegada al cargo mantuvo un estilo de liderazgo autoritario, lo que motivaba que en las reuniones de la Asamblea Conjunta de Obispos-Sacerdotes de Aragón (iniciada en diciembre de 1970) no existiera el diálogo. Como consecuencia de ello el Gabinete Técnico acabó dimitiendo en pleno. Además existía poca claridad en el manejo económico de la diócesis. El descontento con su gestión llegará a un punto preocupante en el llamado "conflicto de Mequinenza", donde Cantero apoyó a la empresa ENHER en la construcción del embalse que provocó la inundación del pueblo viejo de Mequinenza, incluida la Iglesia de Nuestra Señora de la Asunción. El sacerdote Eduardo Royo se opuso a abandonar la casa parroquial pero el arzobispo resolvió el conflicto por la fuerza, dando curso a los trámites de desalojo en abril de 1973 y cesando finalmente al párroco.
Tuvo una actividad intensa en el Concilio Vaticano II, donde fue miembro del recientemente creado Secretariado para la promoción de la unidad de los cristianosuna comisión preparatoria al Concilio que más tarde permanecería bajo el nombre de Consejo Pontificio para la Unidad de los Cristianos.
A pesar de estos conflictos locales Pedro Cantero fue una influyente personalidad, siendo nombrado en 1967 procurador de las Cortes franquistas por designación directa de Francisco Franco. Fue un destacado conservador, que trató de ahogar las vertientes más obreras de la Iglesia. El jesuita Jesús María Alemany denunció que incluso llegó a utilizar documentos policiales para estos menesteres. El propio Cantero, en un curso de Teología celebrado en junio de 1969 siendo arzobispo de Zaragoza, lo reconoció públicamente, lo que motivó un sonoro abucheo por parte de la audiencia.
En mayo de ese mismo año, como decano de los representantes episcopales en Cortes, fue nombrado por Franco consejero del Reino, pasando también desde ese momento a ser miembro nato del Consejo de Regencia. Posteriormente, ya en 1973, en una entrevista para la televisión holandesa, justificó su participación como prelado en los más altos organismos del Estado; en respuesta, un grupo de miembros de comunidades cristianas, seminaristas y sacerdotes de la diócesis zaragozana lanzó un comunicado en el que consideraban esta actitud de su arzobispo contraria a la doctrina establecida en el Concilio Vaticano II y no adecuada ya a los criterios pastorales de la Iglesia. También se significó por enfrentarse a los sacerdotes de tendencias más progresistas de su diócesis a raíz de la deposición del párroco de Fabara en 1974.
Defensor acérrimo de la llamada "Cruzada franquista", su identificación y cercanía con el régimen eran totales. En 1975, siendo arzobispo de Zaragoza, envió a Franco el manto de la Virgen del Pilar para que le acompañara en sus últimas horas. A la muerte de Franco en ese mismo año asumió la regencia junto con los otros miembros del Consejo hasta la proclamación del rey Juan Carlos dos días después. Su mala salud le obligó a dejar sus cargos en 1977.

### Fallecimiento
Falleció en Madrid el 19 de diciembre de 1978 tras varios años de complicaciones cardíacas.

## Sucesión
| Predecesor: Arturo Tabera Araoz        | Obispo de Barbastro 1952-1953   | Sucesor: Segundo Garcia de Sierra y Méndez |
| Predecesor: Nueva creación             | Obispo de Huelva 1953-1964      | Sucesor: José María García Lahiguera       |
| Predecesor: Casimiro Morcillo González | Arzobispo de Zaragoza 1964-1977 | Sucesor: Elías Yanes Álvarez               |

- Datos: Q13579752
- Multimedia: Pedro Cantero Cuadrado / Q13579752